# Lepidoblepharis ruthveni
Lepidoblepharis ruthveni — вид геконоподібних ящірок родини Sphaerodactylidae. Мешкає в Колумбії і Еквадорі. Вид названий на честь американського герпетолога Александра Гранта Рутвена.

## Поширення і екологія
Lepidoblepharis ruthveni мешкають на південному заході Колумбії (в департаментах Каука і Нариньо, зокрема на острові Горгона) та на заході Еквадору (Есмеральдас). Вони живуть у вологих рівнинних тропічних лісах.